# Barbara Mertz
Barbara Mertz, nata Barbara Louise Gross (Canton, 29 settembre 1927 – Frederick, 8 agosto 2013), è stata una scrittrice statunitense molto conosciuta con gli pseudonimi Elizabeth Peters e Barbara Michaels.

## Biografia
Barbara Mertz nacque il 29 settembre 1927 a Canton, Illinois. Si è laureata nel 1947 all'Università di Chicago, dalla quale nel 1950 ha ottenuto un master ed un dottorato di ricerca in Egittologia nel 1952, dopo aver studiato con John A. Wilson. Ha scritto due libri sull'antico Egitto, ma soprattutto ha scritto numerosi romanzi.
Con lo pseudonimo di Barbara Michaels ha scritto soprattutto gotici e thriller soprannaturali. Il suo editore ha scelto che l'autrice usasse uno pseudonimo per distinguere i romanzi dai suoi lavori accademici già pubblicati sotto il nome di Barbara Mertz. Sotto lo pseudonimo di Elizabeth Peters, la Mertz ha pubblicato una serie di romanzi aventi per protagonista Amelia Peabody.
È stata membro del Consiglio di redazione di KMT, Egypt Exploration Society e del Circolo James Henry Breasted dell'University of Chicago Oriental Institute.
Barbara Mertz è morta nella sua casa nel Maryland l'8 agosto 2013.

### Vita privata
Barbara Louise Gross è stata sposata con Richard Mertz, dal quale ha avuto due figli, Peter ed Elizabeth, e dal quale ha poi divorziato.

## Premi letterari
- Nel 1990 vince il Premio Agatha per il miglior romanzo con Naked Once More.
- Nel 1998 vince il Mystery Writers of America Grand Master.
- Nel 2004 vince il Premio Agatha alla carriera.
- Nel 2004 vince il Premio Agatha per il miglior saggio con Amelia Peabody's Egypt: A Compendium.

## Opere

### Romanzi scritti con lo pseudonimo di Elizabeth Peters

#### Romanzi con Amelia Peabody
1. 1975 - Amelia Peabody e la mummia (Crocodile on the Sandbank), Arnoldo Mondadori Editore, traduzione di Beatrice Verri, 2001, ISBN 9771120508004.
  - Riedito col titolo La sfida della mummia, Editrice Nord, 2004 (ISBN 978-88-429-1346-7) - TEA, 2005 (ISBN 978-88-502-1126-5)
2. 1981 - Amelia Peabody e il serpente sacro (The Curse of the Pharaohs), Mondadori, traduzione di Dario Leccacorvi, 2000
  - Riedito col titolo Il faraone assassino, traduzione di Dario Leccacorvi, Nord, 2005 (ISBN 978-88-429-1378-8) - TEA, 2006 (ISBN 978-88-502-1300-9)
3. 1985 - Amelia Peabody e il segreto del sarcofago (The Mummy Case), Mondadori, 2001
  - Riedito col titolo Il caso del sarcofago scomparso, traduzione di Maria Barbara Piccioli, Nord, 2005 (ISBN 978-88-429-1412-9) - TEA, 2008 (ISBN 978-88-502-1605-5)
4. 1986 - Amelia Peabody e il maestro del crimine (Lion in the Valley), Mondadori, 2002
  - Riedito col titolo L'enigma della piramide nera, traduzione di Maria Barbara Piccioli, Nord, 2006 (ISBN 978-88-429-1425-9) - TEA, 2008 (ISBN 978-88-502-1695-6)
5. 1988 - Amelia Peabody e i delitti del museo egizio (The Deeds of the Disturber), Mondadori, 2002
  - Riedito col titolo Indagine nel museo egizio, traduzione di Maria Barbara Piccioli, Nord, 2006 (ISBN 978-88-429-1465-5) - TEA, 2009 (ISBN 978-88-502-1838-7)
6. 1991 - Amelia Peabody sulla montagna sacra (The Last Camel Died at Noon), Mondadori, Mondadori, 2003
  - Riedito col titolo Il mistero della città perduta, traduzione di Maria Barbara Piccioli, Nord, 2006 (ISBN 978-88-429-1499-0) - TEA, 2009 (ISBN 978-88-502-2013-7)
7. 1992 - Amelia Peabody e il ritorno di Sethos (The Snake, The Crocodile and the Dog), Mondadori, 2003
  - Riedito col titolo La maledizione di Nefertiti, traduzione di Maria Barbara Piccioli, Nord, 2007 (ISBN 978-88-429-1500-3) - TEA, 2010 (ISBN 978-88-502-1939-1)
8. 1996 - Amelia Peabody e la tomba perduta (The Hippopotamus Pool), Mondadori, 2004
  - Riedito col titolo Il segreto della tomba d'oro, traduzione di Maria Barbara Piccioli, Nord, 2008 (ISBN 978-88-429-1557-7) - TEA, 2010 (ISBN 978-88-502-2177-6)
9. 1997 - Amelia Peabody e il sepolcro inesistente (Seeing a Large Cat), Mondadori, 2004
  - Riedito col titolo Pericolo nella valle dei re, traduzione di Maria Barbara Piccioli, Nord, 2008 (ISBN 978-88-429-1588-1) - TEA, 2010 (ISBN 978-88-502-2275-9)
10. 1998 - Amelia Peabody e il libro dei morti (The Ape Who Guards The Balance), Mondadori, 2004
  - Riedito col titolo Il papiro insanguinato, traduzione di Maria Barbara Piccioli, Nord, 2009 (ISBN 978-88-429-1603-1) - TEA, 2011 (ISBN 978-88-502-2443-2)
11. 1999 - Amelia Peabody e il falso scarabeo (The Falcon at the Portal), Mondadori, 2005
  - Riedito col titolo Il flagello di Horus, traduzione di Maria Barbara Piccioli, Nord, 2010 (ISBN 978-88-429-1604-8) - TEA, 2011 (ISBN 978-88-502-2653-5)
12. 2000 - Il fulmine di Sethos (He Shall Thunder in the Sky), traduzione di Maria Barbara Piccioli, Editrice Nord, 2010, ISBN 978-88-429-1686-4 - TEA, 2011 (ISBN 978-88-502-2728-0)
13. 2001 - Gli Spiriti di Luxor (Lord of the Silent)
14. 2002 - The Golden One
15. 2003 - Children of the Storm
16. 2004 - Guardian of the Horizon
17. 2005 - The Serpent on the Crown
18. 2006 - Tomb of the Golden Bird
19. 2010 - A River in the Sky
20. 2017 - The Painted Queen, completato da Joan Hess dopo la morte di Mertz

Aggiuntivo: Amelia Peabody's Egypt: A Compendium (2003)

#### Romanzi con Vicky Bliss
1. 1973 - Borrower of the Night
2. 1978 - Street of the Five Moons
3. 1983 - Silhouette in Scarlet
4. 1987 - Trojan Gold
5. 1994 - Night Train to Memphis
6. 2008 - The Laughter of Dead Kings

#### Romanzi con Jacqueline Kirby
1. 1972 - The Seventh Sinner
2. 1974 - The Murders of Richard III
3. 1984 - Die for Love
4. 1989 - Naked Once More

#### Altri romanzi
- 1968 - The Jackal's Head
- 1969 - Her Cousin John
- 1970 - The Dead Sea Cipher
- 1971 - The Night of Four Hundred Rabbits
- 1976 - Legend in Green Velvet
- 1977 - Devil-May-Care
- 1979 - Summer of the Dragon
- 1980 - The Love Talker
- 1982 - The Copenaghen Connection
- 1988 - The Camelot Caper

### Romanzi scritti con lo pseudonimo di Barbara Michaels

#### Trilogia di Georgetown
1. 1968 - Ammie, Come Home
2. 1986 - Shattered Silk
3. 1995 - Stitches in Time

#### Serie "Someone in the House"
- 1981 - Someone in the House
- 1982 - Black Rainbow (Prequel di Someone in the House)

#### Altri romanzi
- 1966 - The Master of Blacktower
- 1967 - Sons of the Wolf
- 1969 - Prince of Darkness
- 1970 - The Dark on the Other Side
- 1971 - The Crying Child
- 1972 - Greygallows
- 1973 - Witch
- 1974 - House of Many Shadows
- 1975 - The Sea King's Daughter
- 1976 - Patriot's Dream
- 1977 - Wings of the Falcon
- 1978 - Wait for What Will Come
- 1979 - The Walker in the Shadows
- 1980 - The Wizard's Daughter
- 1983 - Here I Stay
- 1984 - The Grey Beginning
- 1985 - Be Buried in the Rain
- 1987 - Search the Shadows
- 1989 - Smoke and Mirrors
- 1989 - Sisters in Crime
- 1990 - Into the Darkness
- 1992 - Vanish with the Rose
- 1993 - Houses of Stone
- 1997 - The Dancing Floor
- 1999 - Other Worlds

#### Pubblicazioni scientifiche
- 1964 - Temples, Tombs, and Hieroglyphs
- 1966 - Two Thousand Years in Rome (scritto con Richard Mertz)
- 1968 - Red Land, Black Land

## Adattamenti
Film TV
- 1970 - La casa che non voleva morire (The House That Would Not Die), tratto da Ammie, Come Home
- 1996 - The Crying Child, tratto dall'omonimo romanzo

## Filmografia
- La legge di Burke (Burke's Law) - serie TV, episodi 1x29-2x01-2x09 (1964)